# Серрано, Эмилио
Эмилио Серрано-и-Руис (исп. Emilio Serrano y Ruiz; 13 марта 1850, Витория — 8 апреля 1939, Мадрид) — испанский композитор, пианист и музыкальный педагог.
Окончил Мадридскую консерваторию (1870), ученик Эмилио Арриеты (композиция) и Хосе Арангурена (гармония), занимался также в классе фортепиано Дамасо Сабальсы. Ещё до окончания консерватории начал преподавать в ней, в 1894—1920 гг. профессор композиции; среди многочисленных учеников Серрано, в частности, Рикардо Вилья и Конрадо дель Кампо. Исполнял также обязанности придворного музыканта, играл партию фортепиано на придворных концертах камерной музыки.
Приобрёл наибольшую известность своими операми, начиная с первой, «Митридат» (1882, по мотивам одноимённой трагедии Жана Расина), за которой последовали «Хуана Безумная» (итал. Giovanna la Pazza, о королеве Хуане Безумной, написана в середине 1880-х во время двухлетнего пребывания Серрано в Риме и предназначалась для итальянской постановки, но в итоге премьера состоялась в 1890 г. в Мадриде), «Ирена из Отранто» (исп. Irene de Otranto; 1891, по пьесе Хосе Эчегарая «Чума в Отранто»), «Гонсало де Кордова» (исп. Gonzalo Fernández de Córdoba; 1898, на собственное либретто, из жизни великого испанского полководца Гонсало де Кордова) и наконец «Великолепная маха» (исп. La maja de rumbo; 1910, либретто Карлоса Фернандеса Шоу, премьера в театре «Колон» в Буэнос-Айресе). Некоторые из этих произведений несли на себе влияние Рихарда Вагнера, другие тяготели к традиционной испанской сарсуэле. Написал также симфонию (1887), струнный квартет, ряд вокальных сочинений, среди которых выделялся цикл «Песни сердца» (исп. Canciones del hogar; 1920). Опубликовал также учебник гармонии.
После смерти Томаса Бретона (1923) был президентом отделения музыки Королевской академии Сан-Фернандо.